# M'hamed Douiri
Pour les articles homonymes, voir Douiri.
M'hamed Douiri, né le 26 décembre 1926 à Fès,, est un homme politique marocain, militant nationaliste du temps des protectorats au Maroc et l'une des figures de proue du parti de l'Istiqlal.  

## Biographie
Diplômé de l'École polytechnique (1948) et de l'École supérieure des mines (1950) de Paris, une fois le Maroc redevenu indépendant, il a été ministre à plusieurs reprises :
- sous le règne de Mohammed V :
  - ministre des Travaux publics du 7 décembre 1955 au 12 mai 1958, dans les gouvernements Bekkay Ben M'barek Lahbil I et Bekkay Ben M'barek Lahbil II, puis le gouvernement Ahmed Balafrej[3],
  - ministre de l’Économie nationale et des Finances du 27 mai 1960 au 16 mai 1961, dans le gouvernement Mohammed V[3] ;
- sous le règne de Hassan II :
  - de nouveau ministre de l'Économie et des Finances du 26 février juin 1961 au 5 janvier 1963, dans les gouvernements Hassan II 1 et Hassan II 2[3] ;
  - ministre de l’Équipement et de la Promotion nationale du 10 octobre 1977 au 5 octobre 1981, dans le gouvernement Ahmed Osman II et le gouvernement Maâti Bouabid I[3],
  - ministre du Plan, de la Formation des cadres et de la Formation professionnelle du 5 novembre 1981 au 11 avril 1985 dans le gouvernement Maâti Bouabid II et le gouvernement Mohamed Karim Lamrani III[3].

Il a aussi été l'un des fondateurs de l'Union générale des travailleurs du Maroc (UGTM) en 1960 et plusieurs fois député.
Après avoir été élu président du conseil régional de Fès-Boulemane en 2003, il a été réélu à ce poste en 2006, 2009 et 2012.
Il a deux fils, dont Adil Douiri, qui a été ministre du Tourisme sous le règne de Mohammed VI, dans le gouvernement Driss Jettou.